# Atmetochilus
Atmetochilus is een geslacht van spinnen uit de  familie van de Bemmeridae. 
Atmetochilus werd in 1887 beschreven door Simon.

## Soorten
Atmetochilus omvat de volgende soorten:
- Atmetochilus atriceps Pocock, 1900
- Atmetochilus fossor Simon, 1887
- Atmetochilus koponeni Zonstein & Marusik, 2016
- Atmetochilus lehtineni Zonstein & Marusik, 2016
- Atmetochilus songsangchotei Kunsete & Warrit, 2020
- Atmetochilus sumatranus Zonstein & Marusik, 2016